# Traganek duński
Traganek duński (Astragalus danicus Retz.) – gatunek rośliny należący do rodziny bobowatych. Występuje w Europie i umiarkowanej części Azji – od Hiszpanii i Irlandii po Rosyjski Daleki Wschód i północne Chiny. W Polsce rośnie w pasie wyżyn oraz w zachodniej i wschodniej części nizin.

## Morfologia

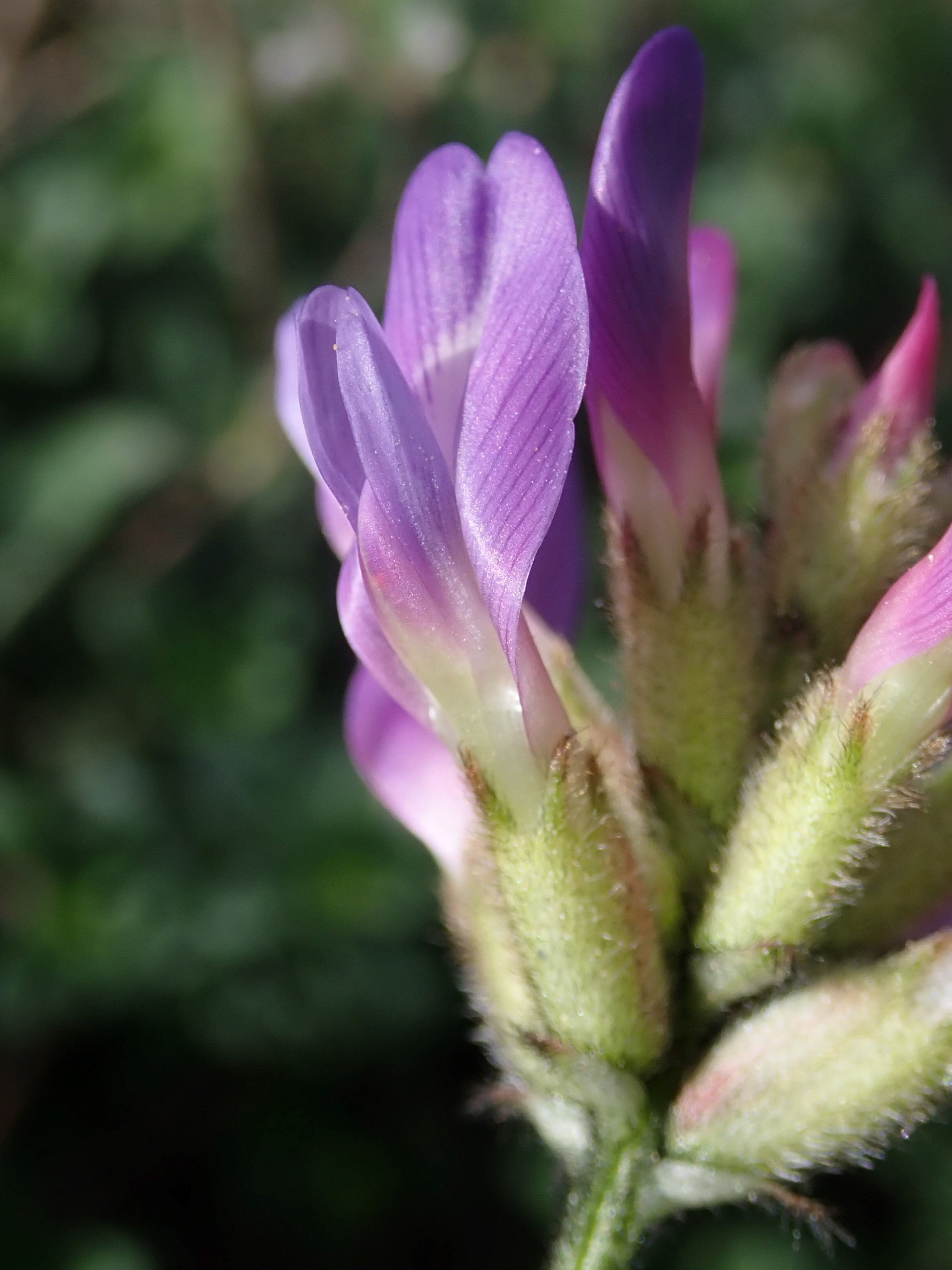
Kwiat

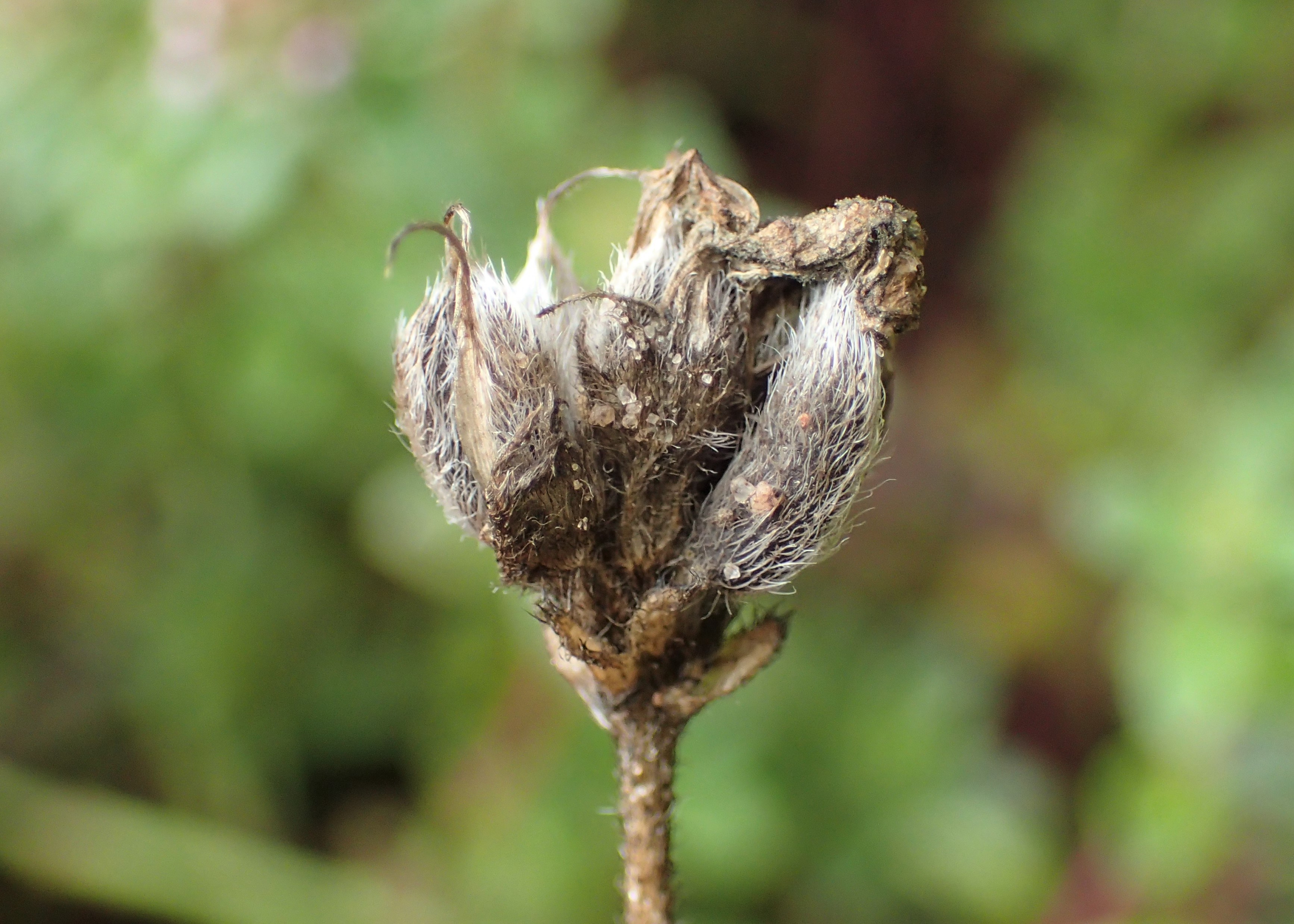
Owoce

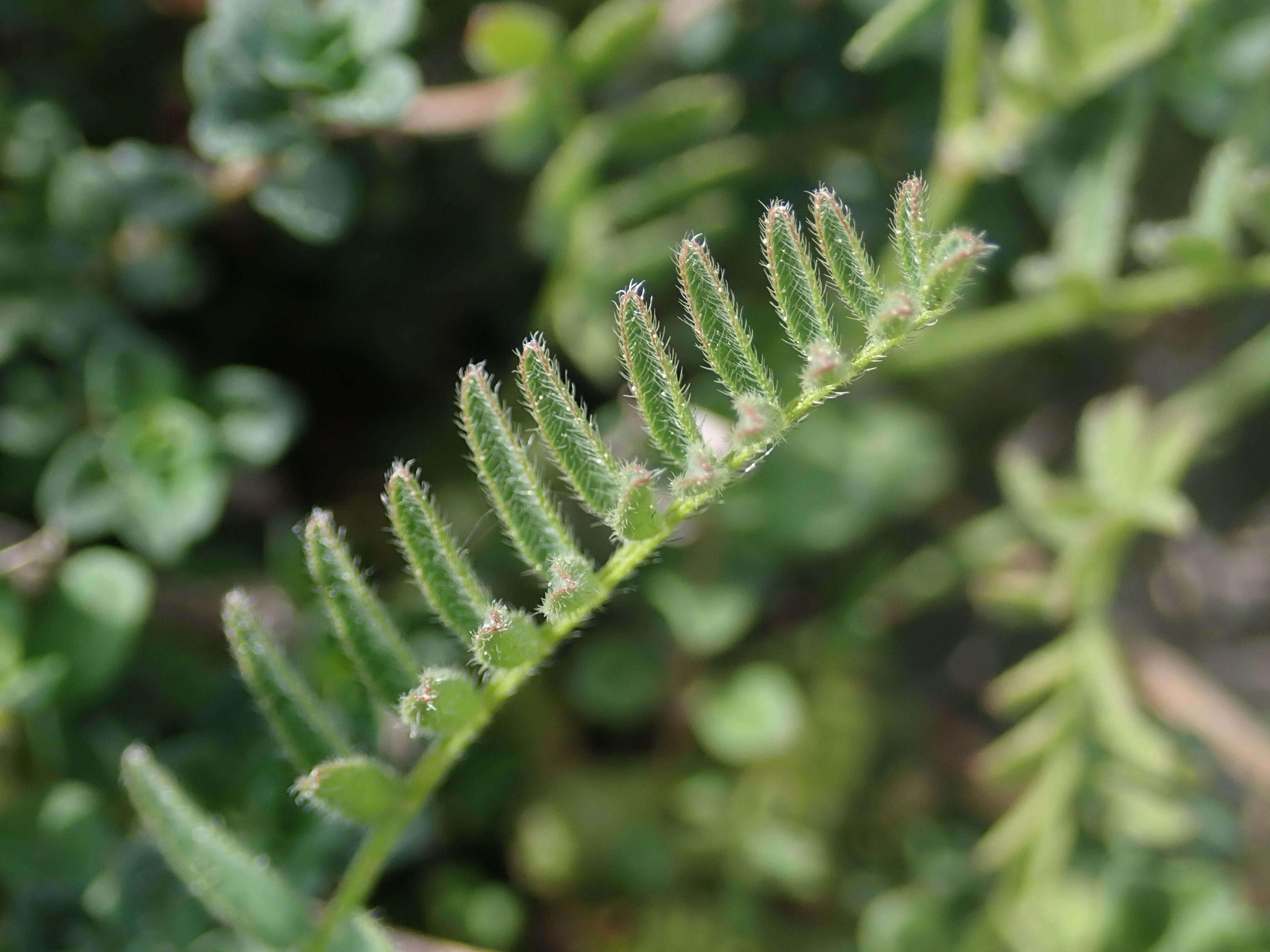
Listki liścia złożonego

ŁodygaSzarowłosista, do 30 cm wysokości. Włosy pojedyncze.
LiściePierzaste, złożone z 7–12 par drobnych, podługowatych lub równowąskolancetowatych listków.
KwiatyMotylkowe, prawie siedzące, niebieskie lub fioletowe, w dolnej części żółtawobiałe, zebrane w zbity kwiatostan. Kielich czarniawo owłosiony.
OwocKulistawy, odstająco owłosiony strąk długości 7–10 mm.

## Biologia i ekologia
Bylina, hemikryptofit. Rośnie na murawach kserotermicznych. Kwitnie w maju i czerwcu. Gatunek charakterystyczny rzędu Festucetalia valesiacae.

## Zagrożenia i ochrona
Gatunek umieszczony na polskiej czerwonej liście w kategorii VU (narażony).